# コマンドー
『コマンドー』（Commando）は、1985年にアメリカ合衆国で公開されたアクション映画。監督はマーク・L・レスター、主演はアーノルド・シュワルツェネッガー。

## 概要
本作品は前年の『ターミネーター』（1984年）で悪役を演じたアーノルド・シュワルツェネッガーが、現代劇において“屈強で勧善懲悪のヒーロー”を初めて演じたヒット作。アーノルド・シュワルツェネッガーは鍛え上げられた肉体を存分に活かしたアクションを披露し、本作で“正義の味方”としてのイメージを確立させ、アクションスターとしての地位を不動のものにした。
宣伝用のキャッチコピーは、"Somewhere... Somehow... Someone's going to pay!"で、日本公開版では「許せない!! 奴らは、ただでは済まさぬ！」となった。
日本ではテレビで繰り返し放送されており、2000年代からはインターネット上において、翻訳家の平田勝茂によるテレビ朝日版の日本語吹き替えの独特の言い回しがカルト的な人気を博している。
2019年から2020年にかけて日本で4Kニューマスター吹替版として各地の劇場でリバイバル公開された。

## ストーリー
かつて精鋭コマンドー部隊の指揮官として名を馳せたジョン・メイトリックス（アーノルド・シュワルツェネッガー）は軍隊を退役し、愛娘のジェニー・メイトリックス（アリッサ・ミラノ）と山小屋での静かな生活を送っていた。ある日、二人が暮らす山小屋をジョン・メイトリックスのかつての上官、カービー将軍が訪れ、コマンドー部隊の元隊員たちが次々と何者かに殺害されていることをジョン・メイトリックスに伝え、護衛として山小屋に二人の部下を残していく。しかしカービー将軍が去った直後、謎の武装集団が山小屋を襲撃。二人の護衛は殺害され、愛娘のジェニーが連れ去られる。ジョン・メイトリックスは必死に追跡を試みるが失敗し、彼もまた武装集団に拘束される。
犯人は、過去にコマンドー部隊の工作により失脚したバル・ベルデ共和国の独裁者、アリアス元大統領（ダン・ヘダヤ）の一味であり、その中にはジョン・メイトリックスのかつての部下で、一味に殺害されたはずのベネット（ヴァーノン・ウェルズ）も加わっていた。メイトリックスに恨みを持つベネットは、アリアス一味に協力して自分の死を偽装し、カービー将軍がメイトリックスに接触するのを待っていたのだった。大統領に返り咲こうとするアリアスは愛娘のジェニーの命と引き換えに、メイトリックスにバル・ベルデの現大統領のベラスケスの暗殺を強要する。
やむなくメイトリックスは、ベネットの仲間の監視のもとバル・ベルデへ向かう旅客機に乗り込む。しかし、一瞬の隙を突いて同行の見張りを殺すと離陸直後に旅客機の前輪にある格納室から脱出し、すぐさまジェニーが捕らわれているアリアスの拠点を突き止めるべく隠密行動を開始する。旅客機がバル・ベルデに到着するのは11時間後、11時間内に拠点を突き止められず、自分が旅客機から脱出したことが一味に知れ渡ったらジェニーは殺害されてしまう。
空港でバル・ベルデ便の離陸を監視していた一味のひとり、サリーを追うメイトリックスは、偶然サリーに口説かれていたスチュワーデスのシンディ（レイ・ドーン・チョン）に目をつけ、強引に協力を求める。当初シンディは荒っぽいメイトリックスの態度に不信を抱くが、成り行きで行動をともにするうちに、愛娘であるジェニーへの思いを語る彼の言葉を信じるようになる。メイトリックスはシンディに助けられながらアリアス一味の拠点の位置を突き止め、軍放出品店の入り口をブルドーザーで強引に破壊し、様々な銃や装備を調達、いったんは駆けつけた警察官に現行犯で逮捕されるがシンディーの助けで護送車から脱走し、アリアス一味の水陸両用機（グラマン・グース）を奪ってアリアス一味の拠点である離島にたどり着く。
メイトリックスは完全武装して離島に乗り込み、大挙して襲い掛かるアリアスの軍勢を一人で殲滅し、元凶であるアリアスも銃撃戦で倒す。しかし、最後に残ったベネットはジェニーを人質にとり、メイトリックスと対峙する。メイトリックスはベネットを挑発して一騎討ちに持ち込み、苦戦のすえに勝利しジェニーを救出する。その後、シンディが発した緊急通信を受けて救援に来たカービーはメイトリックスに軍への復帰を要請するが、メイトリックスはこれを断り、もう会うこともないと告げてジェニーとシンディを伴い水上機で島を飛び去っていった。

## 登場人物

### 主人公と協力者
ジョン・メイトリックス（John Matrix）
本作の主人公で、元コマンドー部隊隊長（現地指揮官、最終階級は大佐）。東ドイツ出身。娘を愛する良き父で妻はジェニーを産んだあとに亡くなっている。各国を転戦して活躍したが、若くして退役する。その後は林業で生計を立てながら山奥の小さな家で娘と平和に暮らしてきた。現役を退きながらも人間離れした屈強な肉体を持ち、あらゆる武器を使いこなす。格闘技術も高く、敵の心理を読み取る洞察力にも優れており、大勢の兵士を相手にしても圧倒するほどの実力を有している。かつて自分たちが失脚させたアリアスの一味に娘を人質にされてバル・ベルデ現大統領暗殺を強要されるが、暗殺しても娘と自分が助かる保証はないと踏んで、娘奪還に向けて行動する。
シンディ（Cindy）
旅客機の客室乗務員。飛行士訓練学校に通っており、軽飛行機の操縦経験もあるが、水上機を飛行機ではなく「羽の付いたカヌー」と評している。愛車はサンビーム・アルパイン。乗務予定の飛行機便がキャンセルとなり、空港ロビーで偶然サリーに口説かれてしばらく付きまとわれ、それに目を付けたメイトリックスに協力を求められる。当初は強引な行動に振り回されることに反抗するが、それでもメイトリックスに思うところがあったのか、所々で手助けをし、のちにメイトリックスの娘への思いを知ったことで本格的にサポートをするようになる。
ジェニー・メイトリックス（Jenny Matrix）
メイトリックスの娘。11歳。子供らしい明るく無邪気な性格で、料理もこなすが、手作りのサンドイッチには「聞かないほうがいい」具材を挟むという型破りな面もある。父を本心から慕っており、カービーが訪れた際には、父が自分を置いて軍に戻るのではないかという不安を垣間見せる。アリアス一味に捕らえられ、現大統領暗殺のための人質として利用されるが、脅されても強気に言い返し、監禁されてもみずから脱出を図るといった父譲りの勇敢さと聡明さを見せる。

### アリアス一味
アリアス（Arius）
バル・ベルデの元大統領で拷問によって大勢の人間を虐殺した独裁者。メイトリックス率いるコマンドー部隊の策により失脚し、姿をくらましていたが、ベネットやクックといった精鋭部隊出身者や、自身を支持する部下の軍勢を従え、ふたたび大統領に返り咲こうと企む。バル・ベルデの現大統領ベラスケスの暗殺をメイトリックスに行わせようと考え、ジェニーを人質に取って暗殺を強要し、事が済んだらジェニー共々メイトリックスを始末しようとした。その後、娘を取り戻しに乗り込んできたメイトリックスに単身応戦するものの、最後は一瞬の隙を突かれて射殺される。
ベネット（Bennett）
元コマンドー部隊のひとりで、メイトリックスのかつての部下。最終階級は大尉。殺人を楽しむ凶暴な性格が原因でベラスケスから国外退去処分を受け、メイトリックスにも部隊を追放された。その後は漁師をしながらその恨みをいつか晴らそうと考えていたところ、アリアスに10万ドルで雇われ、計画に加担。乗り込んだ漁船を 爆破される事で死を偽装し、ジェニーを取り戻そうとしたメイトリックスを捕らえることに成功する。プロの兵士を自認し、アリアス配下の戦闘員たちを酷評する一方でメイトリックスの実力を恐れており、アリアスにそのことを指摘されると素直に認める。その後、メイトリックスが島に乗り込んできた際にはジェニーを人質に取って一度は優位に立つが、挑発に乗せられてナイフでの一騎討ちに応じる。格闘戦の末に追い詰められてUZIピストルを取り出すも、逆に鉄パイプで背後のボイラーごと体を貫かれ、多量に噴出する蒸気とともにうめき声を上げながら息絶える。このベネットというキャラクターについて、演出やフレディ・マーキュリーを彷彿とさせるルックスも相まってゲイ（同性愛）を暗示する存在ではないかという分析もある。また、実際にベネットを演じたウェルズも撮影後に多くの友人から「フレディみたいだ」と言われていた。
サリー（Sully）
アリアスに雇われた小柄な男。過去に軍に所属したことがあり、エンリケスとは戦友。女好きで、空港ではシンディに目を付けて付きまとうがこれがサリー自身はおろか、テログループの末路にも繋がることとなる。メイトリックスを飛行機に搭乗させる際に軽口で挑発し「最後に殺す」と返される。空港でメイトリックスを乗せた飛行機が飛び立つのを確認したあと、偽造パスポートの調達に向かったショッピングモールでメイトリックスの姿を目撃し、すぐにアリアスたちに報告しようとするが、メイトリックスに阻まれて逃走を試みる。カーチェイスの末に捕らえられて絶壁で宙吊りにされ、情報をすべて吐かされるが、命乞いもむなしく空港で交わした約束を"I lied"の一言で反故にされ、崖下へ落とされ死亡する。その後、元々乗っていた車が大破したこともありサリーの車はメイトリックスたちに一時的に使われることになる。
クック（Cooke）
アリアスに雇われた元グリーンベレーの兵士。メイトリックスのかつての部下ローソンとフォレスタルを殺し、ベネットの偽装死にも加担する。その後サリーが泊まっていたモーテルを訪れた際に、手掛かりを得るために忍び込んでいたメイトリックスと遭遇し、カップルが情事を撮影している隣室に乱入するほど激しく戦うが、殴り飛ばされた拍子に、倒れていたテーブルの脚が胸部を貫通し即死した。
ディアズ（Diaz）
アリアス一味のひとり。クックとともに元コマンドー隊員を殺害する。その後は山荘を襲撃し、部屋に留まってメイトリックスにジェニーを拉致したことを伝えたうえで協力を求めるが、走り去る一味の車を発見したメイトリックスに問答無用で射殺される。
エンリケス（Henriques）
アリアスの部下でメイトリックスよりも大柄な男。軍隊にいたことがあり、サリーとはそのときに知り合っている。メイトリックスの見張りとしてバル・ベルデ行きの旅客機に乗り込むが、搭乗扉が閉められた直後、雑誌を読もうとした隙を突かれ隣席のメイトリックスに顔面を肘打ちされ、更に首の骨を折られて死亡する。その後、毛布と帽子で眠っているように細工されるが、飛行機がバル・ベルデに到着したあとに搬出される死体が現地の部下に発見され、メイトリックスの逃亡がアリアス側に露呈する。
ヴェガ（Vega）
パトリア興業の管理者。侵入したメイトリックスに殴り倒された。
アリアスの私兵（Man Arius）
アリアスが独自に集めた兵士。アリアスは彼等を「愛国者」と自負しているが、ベネットには能力の低さを酷評されている。孤島に潜入したメイトリックスによって手始めに数人が倒され、彼が発見された後は大挙して襲い掛かるが、ベネットの予想通り全員殺されて壊滅してしまう。

### 軍関係者
フランクリン・カービー将軍（Major General Franklin Kirby）
メイトリックスのかつての上官で、階級は陸軍少将。過去にメイトリックスに戦闘訓練を施したこともあり、敬意を払われている。しかしアリアスの策にはまってメイトリックスのかつての部下たちが次々と殺されていることをメイトリックスに伝え、警護の兵を付けたことで敵にメイトリックスの居場所を教える結果を招くことになる。その後は裏で行方をくらましたメイトリックスが行った蛮行の後始末をし、そのときに軍放出品店から武器を強奪したことまでは収拾できなかったようで、これから始まることを"World War III（第三次大戦）"と表現する。終盤ではシンディからの無線連絡を受け、みずから救援部隊を引き連れて島に乗り込む。そこでたった一人でアリアス一味を全滅させたメイトリックスの実力に改めて感銘を受け、復帰を誘うも固辞される。別れ際に再会を祈る言葉を掛けても"No chance"と返されるが、得心の笑みを浮かべる。
ローソン（Lawson）
コマンドーの元隊員でメイトリックスの元部下。退役後はレスリー（Leslie）という女性と結婚して暮らしていたが、ある日ゴミを捨てる為に収集車へ駆け寄ったところ清掃員を装ったクックとディアズにより銃殺される。
フォレスタル（Forrestal）
コマンドーの元隊員でメイトリックスの元部下。除隊後は車のセールスマンとして働いていたが、客を装ってやってきたクックに展示車を奪われた際止めようとして撥ねられ殺害される。
ジャクソン＆ハリス（Jackson ＆ Harris）
カービー将軍の部下。2人でメイトリックスの警護を担当するが、ディアズらによって殺害される。

### その他
ビッキー＆スーザン・ランス（Vicky ＆ Susan）
旅客機の客室乗務員。ビッキーはメイトリックスからエンリケスを起こさないよう告げられる。
偽造屋（Latin Man）
ラテン系の男。ショッピングモールにて、サリーに偽造パスポートを売り渡した。モール内での騒動の際に警備員一名を撃ち殺したことで、他の警備員から射殺され高層階から落下した。
ケイツ（Cates）
メイトリックス達が立ち寄ったショッピングモールの警備員。たまたま店内に居た際にメイトリックスからサリーをここまで連れてくるように頼まれたシンディから助けを求められ、ビッグスにも応援を求めてメイトリックスに職務質問するが、彼に叩きのめされた。
ビッグス（Biggs）
メイトリックス達が立ち寄ったショッピングモールの警備員。ケイツから応援を求められた際に客の女性らをナンパしており、彼女らにカッコいいところを見せると宣言するが、メイトリックスに叩きのめされた。
フレッド＆ダリル（Fred ＆ Daryl）
メイトリックスの護送任務にあたった2人の警察官。シンディにロケットランチャーを打たれ、運転していた護送車のタイヤを破壊される。

## 登場武器
拳銃
- コルト・コンバットコマンダー - カービー将軍が所持。実際に使う場面はない。山荘を訪れた際には、背後から忍び寄ったメイトリックスに抜き取られる。右腰に装着しているホルスターはビアンキ社のUM84。9mm口径のベレッタ92F用で、カービー将軍の45口径のコンバットコマンダー用では無い。その為かフラップが外されており、メイトリックスに抜き取られた後、ホルスターに納めるシーンでも、トリガーガードがはみ出ている様子がうかがえる。
- ベレッタ 92SB - メイトリックスが自宅の武器庫から持ち出す。発砲なし。当初はズボンの腹側に差し込むが、ディアズと対峙するシーンではベルトバックルに挟むかたちに変わっている。
- キャプチャー・ピストル - ベネットがメイトリックスに麻酔弾を撃ち込むのに使用。もともとは動物の捕獲用で、炭酸ガスでシリンジダーツを発射する近距離投射器である。
- ASP - ショッピングモールでの銃撃戦およびカーチェイス時にサリーが使用。S&W M39のカスタム品。
- S&W M60 - ショッピングモールでサリーと接触して、偽造パスポートを売り渡した男が使用。
- S&W M10 - ショッピングモールでシンディに突き倒される警察官が所持。
- S&W M67 - クックがモーテルでメイトリックスと格闘の際に発砲。
- デザートイーグル - 敵地での戦闘にメイトリックスが使用。.357マグナム口径のニッケルフィニッシュ仕様。
- M1911 - 敵兵の指揮官クラスが携帯している。全弾を撃ち尽くしていったん遊底が開いたのにもかかわらず、直後のカットでは遊底が閉じられ、撃鉄も倒されているシーンがある。
- デトニクス スコアマスター - ベネットが携行し、メイトリックスに発砲する。

短機関銃
- イングラムM10 - 冒頭でクックとディアズがごみ収集車から取り出して、元コマンドー隊員のローソンを殺害する際に使用。
- HK94（ステージガン） - 敵兵が港の銃撃戦で使用。MP5の民間モデルであるHK94の銃身を切り詰め、フルオートが射撃可能なよう改造したステージガンである。1980年代のアメリカ製作の映画にはこのタイプのMP5が多く登場する。
- UZI - 敵地および港での戦闘中にメイトリックスが使用。
- UZIピストル- ベネットが携行。終盤でメイトリックスとの一騎打ちの際に構えるが発砲する前に彼に殺されたため直接の発砲シーンはない。

散弾銃
- フランキ・スパス12 - メイトリックスが自宅の武器庫に保有し、敵兵も携行しているが、いずれも発砲なし。
- モスバーグM500AT - 軍放出品店に駆け付けた警察官2名がメイトリックスに突き付けるが、こちらも発砲なし。
- レミントンM870 - バレル下にLPC（現・シュアファイア）社製レーザーサイトを装着している。敵地での戦闘にメイトリックスが使用し、アリアス元大統領を仕留める際にも使用する。また、軍放出品店でメイトリックスが逮捕された際、店の外に立つ警察官たちもM870を所持。

自動小銃
- H&K G3A3 - メイトリックスが自宅の武器庫から持ち出す。※厳密には市販向けセミオートモデルであるHK91。
- AR-15系統の小銃 - 敵味方の双方が使用。山荘の襲撃者たちを追ったメイトリックスに突き付けられるM16は、最初はMGC製のトイガンだが、続くカットでは実銃ベースのプロップガンに入れ替わっており、フラッシュハイダーの形状が異なっている。終盤、メイトリックスも敵兵が使用していたものを奪って使用し、アリアス元大統領に向かって片手でフルオート発射するが、その際カットによってM16とM16A1とが入れ替わっている。また、カービー将軍に同行するアメリカ陸軍兵士、バル・ベルデ国際空港を警備する政府軍兵士も携行。登場するのは民間向けのSP-1モデルのほか、A2のハンドガードを被せたM16・M16A1・CAR-15である。
- AKM - 敵兵が使用。敵兵は東側と西側双方のアサルトライフルを使用している。
- ミニ14GB - 敵兵が使用。射撃シーンでは本銃をセミオートで速射し、フルオート射撃の音声を加えている。
- ステアーAUG - アリアス元大統領が使用。

機関銃
- バルメ M78 - 敵地突入時のメイトリックスのメインウェポン。ストックがドラグノフ狙撃銃風にカスタマイズされている。
- M60E3 - 敵兵が使用していたものをメイトリックスが奪って使用。映像が左右反転した射撃シーンがあるが、これは、前後のシーンとのバランスを取るため故意に「鏡写し」にしたもの。ランボー同様片手撃ちをするが、これは、ステージガンだからこそ可能なシーンである。

ロケットランチャー
- M202A1 FLASH - 軍放出品店でメイトリックスが入手する武器のひとつ。シンディが逮捕されたメイトリックスを救うため、警察の護送車に向けて2発使用（1発は間違って後ろに発射）。残る2発はメイトリックスが敵地での車両破壊、門爆破に使用。本編中での出番は少ないが、M202を構えるメイトリックスの勇姿が宣伝ポスターに採用され、本作を象徴する武器となった。本来の弾体は焼夷弾だが、作中では榴弾を発射するように描写されている。

手榴弾
- M67破片手榴弾 - 敵味方の双方が使用。作中、アリアスの私兵達がメイトリックスに唯一ダメージを与えられた。

地雷
- M18 クレイモア対人地雷 - 敵地での建物破壊に使用。実際は建物を吹き飛ばすほどの威力はないうえ、建物外に仕掛けたにもかかわらず、建物は内部から大爆発を起こして吹き飛ぶ。『コマンドーR』でも同様に建物の破壊に使われるが、その際は、燃料タンクや爆発物に仕掛けて爆発させる。

ナイフ
- スペツナズ・ナイフ - 敵地への潜入シーンで使用。
- ライフサポートシステム - カスタムナイフメーカー、ジャック・W・クレインの手による製作。

その他
- M116 75mm榴弾砲 - アリアス一味がクーデターに備えて倉庫に隠匿していた。
- M7自走砲 - M116榴弾砲と同様にアリアス一味が隠匿。
- UH-1 - アメリカ陸軍が使用。終盤アリアスの基地のある孤島に兵士達を輸送するのに使用。

## キャスト
| 役名                       | 俳優                             | 日本語吹替 | 日本語吹替   | 日本語吹替   |
| 役名                       | 俳優                             | TBS版      | テレビ朝日版 | 吹替の帝王版 |
| -------------------------- | -------------------------------- | ---------- | ------------ | ------------ |
| ジョン・メイトリックス     | アーノルド・シュワルツェネッガー | 屋良有作   | 玄田哲章     | 玄田哲章     |
| シンディ                   | レイ・ドーン・チョン             | 小山茉美   | 土井美加     | 土井美加     |
| ジェニー・メイトリックス   | アリッサ・ミラノ                 | 冨永みーな | 岡本麻弥     | 中司ゆう花   |
| フランクリン・カービー将軍 | ジェームス・オルソン             | 大木民夫   | 阪脩         | 阪脩         |
| アリアス元大統領           | ダン・ヘダヤ                     | 千葉耕市   | 小林勝彦     | 大塚芳忠     |
| ベネット                   | ヴァーノン・ウェルズ             | 青野武     | 石田太郎     | 若本規夫     |
| クック                     | ビル・デューク                   | 渡部猛     | 坂口芳貞     | 坂口芳貞     |
| サリー                     | デヴィッド・パトリック・ケリー   | 鈴置洋孝   | 田中亮一     | 田中亮一     |
| エンリケス                 | チャールズ・メシャック           | 池田勝     | 田原アルノ   | 田原アルノ   |
| ディアズ                   | ゲイリー・セルヴァンテス         | 小島敏彦   | 西村知道     | 西村知道     |
| ローソン                   | ドリュー・シュナイダー           | 池田勝     | 千田光男     | 千田光男     |
| レスリー                   | シャロン・ワイアット             | 勝生真沙子 | 叶木翔子     | 小橋知子     |
| フォレスタル               | マイケル・デラノ                 | 朝戸鉄也   | 秋元羊介     | 秋元羊介     |
| ジャクソン                 | ボブ・マイナー                   | 喜多川拓郎 | 幹本雄之     | 幹本雄之     |
| ビッグス警備員             | グレッグ・ウェイン・イーラム     | 山口健     | 石塚運昇     | 石塚運昇     |
| ケイツ警備員               | ウォルター・スコット             | 喜多川拓郎 | 千田光男     | 千田光男     |
| ビッキー客室乗務員         | チェルシー・フィールド           | 磯辺万沙子 | 岡のりこ     | 岡のりこ     |
| スーザン・ランス客室乗務員 | ジュリー・ハエック               | 磯辺万沙子 | 堀越真己     | 堀越真己     |
| ヴェガ                     | ブランスコム・リッチモンド       | 原語       | 荒川太郎     | 中林俊史     |
| フレッド                   | マット・ランダーズ               | 小島敏彦   | 西村知道     | 西村知道     |
| ダリル                     | ピーター・デュポン               | 鈴置洋孝   | 大滝進矢     | 大滝進矢     |
| 沿岸警備艇レーダー迎撃士官 | ビル・パクストン                 | 鈴置洋孝   | 石塚運昇     | 石塚運昇     |
| 警官                       | フィル・アダムズ                 | 小島敏彦   | 星野充昭     | 星野充昭     |
| 兵士                       | レニー・ジュリアーノ             | 喜多川拓郎 | 藤城裕士     | 藤城裕士     |

- TBS版：初回放送1987年10月6日『ザ・ロードショー』20:00 - 21:54（同番組第1回放送作品・地上波初放送）※吹替の帝王Blu-ray・新盤ディレクターズカットDVDに、ディレクターズカット部分の追加録音を含め収録。なお、Disney+ではこちらの吹替が配信されている。
- テレビ朝日版：初回放送1989年1月1日『日曜洋画劇場』21:02 - 22:54 ※旧盤DVDにディレクターズカット部分吹替欠落の状態で収録。吹替の帝王Blu-ray・新盤ディレクターズカットDVDに、TBS版と同じく追加録音も含めて収録。なお、AmazonPrimeなどの配信ではこちらの吹替が配信されている。
- 吹替の帝王版：2015年4月24日発売『吹替の帝王 第8弾［スチールブック仕様］コマンドー ディレクターズ・カット〈製作30周年記念日本語吹替新録版〉』に収録。2021年に、ムービープラスではこちらの吹替が放送された。

## スタッフ
- 監督：マーク・L・レスター
- 製作：ジョエル・シルバー、ローレンス・ゴードン
- 脚本：スティーヴン・E・デ・スーザ
- 撮影：マシュー・F・レオネッティ
- 編集：マーク・ゴールドブラット
- 音楽：ジェイムズ・ホーナー
- 主題歌：パワー・ステーション（The Power Station）「We Fight For Love」（CD化に際して「Someday, Somehow, Someone's Gotta Pay」に改題）

### 日本語版
- 日本語字幕：岡枝慎二

| -              | TBS版                    | テレビ朝日版                    | 吹替の帝王版       | テレビ版（2ver.） 追加録音部分 |
| -------------- | ------------------------ | ------------------------------- | ------------------ | ------------------------------ |
| 演出           | 田島荘三                 | 蕨南勝之                        | 伊達康将           | 前田茜                         |
| 翻訳           | 宇津木道子               | 平田勝茂                        | 平田勝茂           | 前中祐子                       |
| 調整           | 近藤勝之                 | 遠西勝三                        |                    |                                |
| 効果           | 新音響                   | 猪飼和彦                        |                    |                                |
| 録音           | コスモスタジオ           | ニュージャパンスタジオ          | 東京テレビセンター |                                |
| 担当           | 小嶋尚志                 | 井村恵樹                        |                    |                                |
| プロデューサー | 上田正人                 | 圓井一夫                        |                    |                                |
| 制作           | コスモプロモーション TBS | テレビ朝日 千代田プロダクション | 東北新社           | 東北新社                       |
| 配給           | 東映                     | 東映                            |                    |                                |

## 放送履歴
| 回数 | 放送日時             | 放送局     | 番組名             | 視聴率 | 吹替版       |
| ---- | -------------------- | ---------- | ------------------ | ------ | ------------ |
| 1    | 1987年10月06日（火） | TBS        | ザ・ロードショー   | 20.9%  | TBS版        |
| 2    | 1989年01月01日（日） | テレビ朝日 | 日曜洋画劇場       | 12.6%  | テレビ朝日版 |
| 3    | 1990年10月19日（金） | 日本テレビ | 金曜ロードショー   | 20.4%  | テレビ朝日版 |
| 4    | 1992年12月09日（水） | TBS        | 水曜ロードショー   | 19.1%  | TBS版        |
| 5    | 1993年12月12日（日） | テレビ朝日 | 日曜洋画劇場       | 22.3%  | テレビ朝日版 |
| 6    | 1995年08月27日（日） | テレビ朝日 | 日曜洋画劇場       | 30.4%  | テレビ朝日版 |
| 7    | 1997年04月26日（土） | フジテレビ | ゴールデン洋画劇場 | 19.6%  | テレビ朝日版 |
| 8    | 1998年10月25日（日） | テレビ朝日 | 日曜洋画劇場       | 15.3%  | テレビ朝日版 |
| 9    | 1999年12月28日（火） | TBS        | 深夜枠             | -      | TBS版        |
| 10   | 2001年06月22日（金） | 日本テレビ | 金曜ロードショー   | 14.9%  | TBS版        |
| 11   | 2004年06月18日（金） | 日本テレビ | 金曜ロードショー   | 17.9%  | テレビ朝日版 |
| 12   | 2006年03月05日（日） | テレビ朝日 | 日曜洋画劇場       | 14.0%  | テレビ朝日版 |
| 13   | 2007年07月20日（金） | 日本テレビ | 金曜ロードショー   | 12.8%  | テレビ朝日版 |
| 14   | 2008年09月18日（木） | テレビ東京 | 木曜洋画劇場       | 10.2%  | テレビ朝日版 |
| 15   | 2011年07月02日（土） | BS朝日     | サタデーシアター   | -      | 字幕版       |
| 16   | 2011年12月17日（土） | BS朝日     | サタデーシアター   | -      | 字幕版       |
| 17   | 2012年06月28日（木） | テレビ東京 | 午後のロードショー | 4.3%   | テレビ朝日版 |
| 18   | 2013年08月20日（火） | テレビ東京 | 午後のロードショー | 4.0%   | テレビ朝日版 |
| 19   | 2015年11月18日（水） | テレビ東京 | 午後のロードショー | 4.3%   | テレビ朝日版 |
| 20   | 2016年02月13日（土） | BS朝日     | サタデーシアター   | -      | テレビ朝日版 |
| 21   | 2016年07月09日（土） | BS朝日     | サタデーシアター   | -      | テレビ朝日版 |
| 22   | 2016年09月07日（水） | BSジャパン | シネマクラッシュ   | -      | テレビ朝日版 |
| 23   | 2016年12月07日（水） | BSジャパン | シネマスペシャル   | -      | テレビ朝日版 |
| 24   | 2018年03月17日（土） | BS朝日     | サタデーシアター   | -      | テレビ朝日版 |
| 25   | 2018年07月14日（土） | BS朝日     | サタデーシアター   | -      | テレビ朝日版 |
| 26   | 2018年11月01日（木） | テレビ東京 | 午後のロードショー | -      | テレビ朝日版 |
| 27   | 2023年04月28日（金） | テレビ東京 | 午後のロードショー | -      | テレビ朝日版 |
| 28   | 2024年08月04日（土） | BS日テレ   | 映画劇場           | -      | 字幕版       |
| 29   | 2025年02月28日（金） | テレビ東京 | 午後のロードショー | -      | テレビ朝日版 |
| 30   | 2025年03月08日（土） | BS12       | 土曜洋画劇場       | -      | 字幕版       |

## 映像ソフト
テレビ放送回数が多かった本作はVHS・Beta（発売元：松竹CBS/FOXビデオ）、レーザーディスク（発売元：レーザーディスク株式会社）、VHDビデオディスク（発売元：日本ビクター）のほか、DVDも黎明期の1998年ごろからと、かなり早い段階で販売が行われている。ただし、初期ブルーレイディスク版を含めていずれも字幕版で吹替音声は無かった。現在もレンタル版では吹替版は無い。
2009年5月22日に一部シーンを追加再編集した『コマンドー〈ディレクターズ・カット〉』と銘打ったDVDが発売された。従来のDVDではドルビーサラウンドであったオリジナル音声が5.1chにリミックスされており、一層だったディスクも二層に変更、さらに、同作品としては初となる日本語吹替（キャストは上記のテレビ朝日版を参照）を同時収録、パッケージも一新された。
2013年4月18日には20世紀フォックスの『吹替の帝王』からの同名レーベル第1弾として『コマンドー＜日本語吹替完全版＞コレクターズBOX』（当初5,000セット限定、後に5,000セットが追加され10,000セット限定）が発売。内容はBlu-ray（上記のキャストによる2種類の日本語吹替音声を収録した劇場公開版）・DVD（上記のキャストによる2種類の日本語吹替・カット部分の吹き替え追加収録を行ったディレクターズ・カット）・特典DVDの3枚組で、上記「ザ・ロードショー」「日曜洋画劇場」で使用された吹替台本（縮刷版）などが同梱される。同時に、『日本語吹替完声版』としてDVD単品の発売も開始されている。なお、2019年に発売された廉価版Blu-rayでは、こちらのBlu-rayが収録された。
『吹替の帝王』第8弾では『コマンドー制作30周年記念ディレクターズカット版ブルーレイ』において、テレビ朝日版をもとにした新録版が制作された。基本的に当時と同じ声優が起用されているが、ベネット役は石田太郎に代わり若本規夫が起用されるなど、故人など一部のキャストが変更されている。翻訳は平田勝茂が担当する旨が宣伝映像で強調されていた。より原典に沿った翻訳になっているが、一部の特徴的な台詞はテレビ朝日版と同じになっている。また、第1弾のBlu-rayでは5.1chにリミックスされていたTBS版・テレビ朝日版の吹替音声は、放送時と同じモノラル音声で収録された。

## 備考
撮影
アリアス邸として登場するのは、ハロルド・ロイドの邸宅「グリーン・エーカーズ」である。ここは、『ビバリーヒルズ・コップ』の撮影にも使われた。
日本でのテレビ放映
2013年4月18日に発売された『コマンドー〈日本語吹替完全版〉』に付属する解説書では、本作が（2013年当時で）地上波テレビ放送洋画最多作品であると紹介されている。
日本ではテレビ放映されるたびに、インターネット上でいわゆる「祭り」になるほど人気が高いと報じられている。インターネット掲示板「2ちゃんねる」での実況板ではピーク時には毎分2,000レスポンスを記録する、関東ローカルの昼の放送にもかかわらず30スレッド(1スレッド1000書き込み）を消費する、サーバーがダウンするといった事象が発生するという。
テレビ放送の際、メイトリックスが敵の首を折るシーン、アリアスの部下がジェニーの首を切ることについて話すシーン、メイトリックスが刃物（鉈）を使って敵を殺傷するシーンがカットされたことがある。銃を使った殺戮場面はそのまま放映されている。
幻の続編とその脚本
本作の公開後には続編の計画が持ち上がり、脚本も執筆されたが、主演のシュワルツェネッガーが興味を示さなかったため、制作は幻となった。その時に作られた続編の脚本は後に別の企画で採用され、加筆修正を経て1988年に『ダイ・ハード』として公開されている。なお『ダイ・ハード』もシュワルツェネッガーが主役候補に挙げられていた。
リメイク
- 2008年にはロシアのミハイル・ポレチェンコフ監督・主演によるリメイク作品『コマンドーR』が製作され、日本国内では2009年9月18日にDVDソフトが発売された。作中では、飛行機に乗り込む際の「シュワルツェネッガーなら脱出できるだろうがな」など、オリジナル版にもとづいた台詞がいくつかある。
- 2010年、キャストは未定だが、デヴィッド・エアーが監督と脚本で『コマンドー』のリメイクを製作すると発表していた。しかし、2014年にエアーがリメイクのプロジェクトから離れていたことが判明し、企画は頓挫したと報道された。